# Acanthispa unca
Acanthispa unca es un coleóptero de la familia Chrysomelidae. Fue descrita en 1937 por Franz Spaeth como Acanthodes unca.